# Аль-Хаким ас-Самарканди
Аль-Хаким Абу аль-Касим Исхак ас-Самарканди (араб. الحكيم أبو القاسم إسحاق السمرقندي‎) — персидский ханафитский ученый, кади (судья) и философ из Мавераннахра, изучавший суфизм в Балхе у Абу Бакра аль-Варрака. Некоторые источники описывают его как ученика аль-Матуриди (ум. 944-45) в фикхе и каламе.
Он хорошо владел каламом и выстроил ханафитскую формулировку веры, в котором необходимо подчиняться любому должным образом назначенному правителю. Его вероучение критикует суровый аскетизм Каррамитов и принимает традиционные взгляды на святые чудеса (карамат).
Жизнь Абу аль-Касима стала поворотным моментом в формировании аскетических доктрин и учений ханафитских суннитов на востоке, и его «ас-Савад аль-Азам» (араб. السواد الأعظم‎) долгое время был основным справочным источником по учению для многих ханафитов-матуридов. Хотя пока неясно, был ли аль-Хаким учеником аль-Матуриди или его руководство было простым традиционным документом по ханафитскому учению.

## Биография
Его полное имя — Абу аль-Касим Исхак ибн Мухаммад ибн Исмаил ибн Ибрагим ибн Зайд аль-Хаким ас-Самарканди.
Точная дата его рождения неизвестна, хотя некоторые современные биографы относят дату к 874 году.
О его жизни мало что известно. Он жил с конца 9-го до первой половины 10-го века.
Он умер в Самарканде и был похоронен в Джакардизе (араб. جاكرديزه‎), место, предназначенное для выдающихся ученых и знатных лиц. Дата его смерти неизвестна: одни говорят о 340 году хиджры, другие — о 342 году хиджры, а третьи — о 345 году хиджры.
Абу аль-Муин ан-Насафи (ум. 1114) восхвалял его в своей книге «Табсират аль-Адилья», и, согласно ему, дата его смерти — 335 год хиджры.

## Рекомендации
1. ↑  IMAM AL-MATURIDI by Dr. G. F. Haddad. As-Sunnah Foundation of America. Дата обращения: 30 октября 2019. Архивировано из оригинала 27 сентября 2011 года.
2. ↑  John Renard. Historical Dictionary of Sufism. — Rowman & Littlefield, 2015. — P. 26. — ISBN 9780810879744.
3. ↑  Abū al-Qāsim al-Ḥakīm al-Samarqandī. Brill Publishers. Дата обращения: 29 марта 2023. Архивировано 29 марта 2023 года.
4. ↑  History of civilizations of Central Asia: Volume IV: The Age of Achievement: A.D. 750 to the End of the Fifteenth Century - Part Two: The Achievements / C.E. Bosworth ; M.S. Asimov. — UNESCO, 2000. — P. 125. — ISBN 9789231036545.
5. ↑  Abu al-Qasim Ishaq al-Hakim al-Samarqandi. Encyclopaedia Iranica. Дата обращения: 29 марта 2023. Архивировано 29 марта 2023 года.